# Entitat política
Una entitat política és un grup de persones unides per qualsevol forma d'acord polític i que es consideren a si mateixes com una unitat autònoma. L'acord polític que uneix el grup pot ser de diferents tipus: pot anar des del reconeixement no escrit i el respecte de la jerarquia dins del grup fins a una constitució escrita. Segons la seva mida, una entitat política es pot articular en torn d'un govern o altres jerarquies més senzilles. Una entitat política pot ser gran, com els estats, els imperis i els regnes, o petita, com els cacicats.